# Liste der Baudenkmale in Beckedorf
In der Liste der Baudenkmale in Beckedorf sind die Baudenkmale der niedersächsischen Gemeinde Beckedorf aufgelistet. Die Quelle der Baudenkmale ist der niedersächsische Denkmalatlas. Der Stand der Liste ist der 18. April 2023.

## Allgemein
In den Spalten befinden sich folgende Informationen:
- Lage: die Adresse des Baudenkmales und die geographischen Koordinaten. Kartenansicht, um Koordinaten zu setzen. In der Kartenansicht sind Baudenkmale ohne Koordinaten mit einem roten Marker dargestellt und können in der Karte gesetzt werden. Baudenkmale ohne Bild sind mit einem blauen Marker gekennzeichnet, Baudenkmale mit Bild mit einem grünen Marker.
- Bezeichnung: Bezeichnung des Baudenkmales
- Beschreibung: die Beschreibung des Baudenkmales. Unter § 3 Abs. 2 NDSchG werden Einzeldenkmale und unter § 3 Abs. 3 NDSchG Gruppen baulicher Anlagen und deren Bestandteile ausgewiesen.
- ID: die Objekt-ID des Baudenkmales
- Bild: ein Bild des Baudenkmales, ggf. zusätzlich mit einem Link zu weiteren Fotos des Baudenkmals im Medienarchiv Wikimedia Commons. Wenn man auf das Kamerasymbol klickt, können Fotos zu Baudenkmalen aus dieser Liste hochgeladen werden:

## Beckedorf
| Lage                                                     | Bezeichnung                                               | Beschreibung                       | ID       | Bild           |
| -------------------------------------------------------- | --------------------------------------------------------- | ---------------------------------- | -------- | -------------- |
| Kirchstraße, Beckedorf 52° 20′ 28″ N, 9° 19′ 1″ O        | Kirchenanlage Beckedorf                                   | Baudenkmalgruppe                   | 52184098 | Weitere Bilder |
| Kirchstraße, Beckedorf 52° 20′ 29″ N, 9° 19′ 3″ O        | Kirche (Bauwerk)                                          | Godehardi-Kirche                   | 36236505 | Weitere Bilder |
| Kirchstraße, Beckedorf 52° 20′ 29″ N, 9° 19′ 2″ O        | Grabstein (Baudenkmal)                                    | bei der Südwestecke der Kirche     | 36236772 |                |
| Kirchstraße 5, Beckedorf 52° 20′ 31″ N, 9° 19′ 0″ O      | Hofanlage Kirchstraße 5                                   | Baudenkmalgruppe                   | 36215987 | BW             |
| Kirchstraße 5, Beckedorf 52° 20′ 30″ N, 9° 19′ 0″ O      | Wohnhaus. (Baudenkmalgruppe: Hofanlage Kirchstraße 5)     |                                    | 36236525 |                |
| Kirchstraße 5, Beckedorf 52° 20′ 31″ N, 9° 19′ 0″ O      | Scheune. (Baudenkmalgruppe: Hofanlage Kirchstraße 5)      |                                    | 36236546 | BW             |
| Kirchstraße 5, Beckedorf 52° 20′ 30″ N, 9° 18′ 59″ O     | Stallgebäude. (Baudenkmalgruppe: Hofanlage Kirchstraße 5) |                                    | 36236566 |                |
| Kirchstraße 5, Beckedorf 52° 20′ 31″ N, 9° 19′ 1″ O      | Einfriedung. (Baudenkmalgruppe: Hofanlage Kirchstraße 5)  | Einfriedung mit Sandsteinpfeilern  | 36236586 | BW             |
| Kirchstraße 5, Beckedorf 52° 20′ 31″ N, 9° 19′ 0″ O      | Baumbestand. (Baudenkmalgruppe: Hofanlage Kirchstraße 5)  | Hofkastanie                        | 36236586 | BW             |
| Kirchstraße 8, Beckedorf 52° 20′ 32″ N, 9° 19′ 0″ O      | Wohnhaus                                                  |                                    | 36236606 | BW             |
| Kirchstraße 28, Beckedorf 52° 20′ 25″ N, 9° 19′ 13″ O    | Wohn-/Wirtschaftsgebäude                                  |                                    | 36236625 | BW             |
| Riepener Straße 14, Beckedorf 52° 20′ 36″ N, 9° 19′ 3″ O | Wohn-/Wirtschaftsgebäude                                  |                                    | 36236674 | BW             |
| Schulweg 4, Beckedorf 52° 20′ 38″ N, 9° 19′ 2″ O         | Schule                                                    | wird genutzt als Kindertagesstätte | 36236693 | BW             |